# Bengt Lännergren
Erik Bengt Lännergren, född 15 oktober 1906 i Katarina församling, Stockholm, död 16 februari 1982 i Hedvig Eleonora församling, ämbetsman; justitieråd 1966–1967 och 17 februari 1967 utsedd till justitiekansler. Han avgick med pension 1973.